# Guatraché
Guatraché est une ville de la province de La Pampa, en Argentine, et le chef-lieu du département de Guatraché.

## Situation
Elle est située à 135 km (171 km par la route) au sud-est de la capitale provinciale, Santa Rosa, et à 576 km (693 km par la route) au sud-ouest de Buenos Aires, au carrefour de la RP 1 et de la RP 24.

## Population
Elle comptait 5 271 habitants en 2001, dont 1 300 pour la communauté mennonite qui s'y trouve.